# Geodezja satelitarna
Geodezja satelitarna – dział geodezji wyższej, zajmujący się wyznaczaniem położenia (pozycji) punktów geodezyjnych i obiektów ruchomych; tworzeniem precyzyjnych globalnych, regionalnych (kontynentalnych), lokalnych przestrzennych sieci geodezyjnych (x, y, z); tworzeniem systemów nawigacyjnych; wyznaczaniem modeli pola grawitacyjnego Ziemi i funkcji tego pola (spłaszczenie Ziemi, kształt geoidy, odchylenia pionu itd.); pomiarem, monitorowaniem i modelowaniem zjawisk geodynamicznych (ruch bieguna, stabilność ruchu obrotowego Ziemi, pływy, ruchy skorupy ziemskiej).

## Metody geometryczne i dynamiczne geodezji satelitarnej
- Geometryczne, w których sztuczny satelita Ziemi jest punktem w przestrzeni i nie wymagana jest znajomość położenia satelity w przestrzeni (trysferacja, wcięcie przestrzenne nieliniowe, biegunowa). Stosowana była w latach 50. i 60. obecnie nie mają większego zastosowania. Trudność stanowi wymóg synchronicznych obserwacji z kilku punktów w jednym momencie czasu.
- Dynamiczne, w których sztuczny satelita Ziemi jest "czujnikiem" w polu grawitacyjnym (im niższy satelita i ma większą masę tym bardziej reaguje na nieregularność pola grawitacyjnego). Wymagana jest znajomość położenia SSZ w momencie obserwacji t, czyli położenia i prędkości SSZ lub elementów orbity SSZ w momencie t0 (początkowym) oraz praw rzeczywistego ruchu SSZ (perturbacji) w czasie t-t0.

Metody dynamiczne są związane z wyznaczaniem orbit SSZ.

## Zalety SSZ
- SS mogą mieć orbity o różnym nachyleniu względem równika,
- SSZ mogą poruszać się w żądanej (najkorzystniejszej) odległości od Ziemi (np. dla badania pola grawitacyjnego Ziemi wykorzystuje się ciężkie i niskie satelity),
- SS mogą być aktywne (tzn. mogą mieć zainstalowaną na pokładzie aktywnie pracującą aparaturę: nadajnik, radary itd.).